# Chì(II) iodide
Chì(II) iodide, iodide chì(II) hoặc chì iodide là một hợp chất vô cơ với công thức hóa học PbI2. Ở nhiệt độ phòng, nó là chất rắn màu vàng, không mùi, khi đun nóng trở thành màu da cam và đỏ. Nó trước đây được gọi là plumbơ iodide.
Hợp chất này hiện có một vài ứng dụng chuyên biệt, chẳng hạn như sản xuất pin mặt trời và tia X và tia gamma. Nó được sử dụng phổ biến trong giáo dục hóa học cơ bản để dạy các chủ đề như phản ứng xen kẽ đôi và đo độ bền. Nó bị phân hủy bởi ánh sáng ở nhiệt độ cao vừa phải.
Chì(II) iodide được sử dụng như một chất tạo màu vàng trong một số loại sơn, với tên là vàng iodide. Tuy nhiên, việc sử dụng đó phần lớn đã bị ngưng do độc tính và sự không ổn định của nó.

## Điều chế
PbI2 thường được tổng hợp thông qua phản ứng trao đổi giữa kali iodide (KI) và chì(II) nitrat (Pb(NO3)2) trong dung dịch nước:
Pb(NO3)2 + 2KI → PbI2 + 2KNO3
Trong khi kali nitrat KNO3 bị hòa tan, chì iodide PbI2 gần như không tan trong nhiệt độ phòng, và do đó kết tủa ở ngoài.
Các muối hòa tan khác có chứa chì(II) và iodide có thể được sử dụng thay thế, ví dụ như chì(II) acetat và natri iodide. Hợp chất này cũng có thể được tổng hợp bằng cách phản ứng hơi iodide với chì nóng chảy giữa 500 và 700 ℃.
Một màng mỏng của PbI2 cũng có thể được điều chế bằng cách lắng một lớp màng chì(II) sulfide PbS và để nó tiếp xúc với hơi iodide, bởi phản ứng:
PbS + I2 → PbI2 + S
Lưu huỳnh sau đó được rửa bằng đimetyl sunfoxit.

## Kết tinh
Chì(II) iodide được điều chế từ dung dịch lạnh của Pb2+ và I−, muối thường chứa nhiều tiểu cầu lục giác nhỏ, làm cho chất kết tủa màu vàng có mượt. Các tinh thể lớn có thể thu được bằng cách khai thác thực tế độ tan của chì iodide trong nước (như chì chloride và chì bromide) tăng lên đáng kể do nhiệt độ. Hợp chất này không màu khi hòa tan trong nước nóng, nhưng kết tinh khi làm mát tạo ra những mảnh màu vàng tươi sáng, nhưng rõ ràng là lớn hơn, lắng xuống từ chất lỏng - hiệu ứng hình ảnh thường được mô tả là "mưa vàng". Các tinh thể lớn có thể thu được bằng cách hấp tiệt PbI2 với nước dưới áp suất ở 200 ℃.
Ngay cả các tinh thể lớn hơn cũng có thể thu được bằng cách làm chậm lại phản ứng thông thường. Một thiết lập đơn giản là ngâm dưới hai cốc chứa các chất phản ứng tập trung trong một bình nước lớn hơn, cẩn thận để tránh dòng chảy. Khi hai chất này khuếch tán qua nước và gặp nhau, chúng từ từ phản ứng và lắng cặn dung dịch iod trong không gian giữa các cốc.
Một phương pháp tương tự, do E. Hatschek tiên phong vào đầu thế kỷ XX, là phản ứng hai chất trong môi trường gel, làm chậm sự khuếch tán và hỗ trợ tinh thể đang phát triển xa các thành của thùng chứa. Patel và Rao đã sử dụng phương pháp này để phát triển các tinh thể có đường kính lên đến 30 mm và dày 2 mm.
Phản ứng có thể được làm chậm cũng bằng cách tách hai chất phản ứng với một màng thẩm thấu. Cách này, với một màng cellulose, đã được sử dụng vào tháng 9 năm 1988 để nghiên cứu sự tăng trưởng của PbI2 tinh thể không trọng lực, trong một thí nghiệm bay trên tàu con thoi Discovery.
PbI2 cũng có thể được kết tinh từ bột bằng cách thăng hoa ở nhiệt độ 390 ℃, gần chân không hoặc trong một dòng điện của argon với một số hydro.
Các tinh thể này có độ tinh khiết cao có thể thu được bằng cách nóng chảy theo vùng hoặc bằng kỹ thuật Bridgman-Stockbarger. Các quá trình này có thể loại bỏ các tạp chất khác nhau từ PbI2..

## Ứng dụng
Chì(II) iodide là chất liệu tiền thân trong việc chế tạo pin mặt trời hiệu quả cao. Thông thường, một dung dịch PbI2 trong một dung môi hữu cơ, chẳng hạn như đimetylformamua hoặc đimetylsunfoxit, được sử dụng trên lớp titan(IV) oxit bằng lớp phủ spin. Lớp này sau đó được xử lý với dung dịch metylammoni iodide CH3NH3I và ủ, biến nó thành muối metylamoni iodide đôi CH3NH3PbI3 với cấu trúc perovskit. Phản ứng làm thay đổi màu sắc của phim từ màu vàng sang nâu nhạt.
PbI2 cũng được sử dụng như là một máy dò photon năng lượng cao cho tia gamma và tia X, do khoảng cách băng rộng của nó đảm bảo hoạt động tiếng ồn thấp.
Chì(II) iodide trước đây được sử dụng như một chất nhuộm màu sơn có tên "iodine yellow". Nó được điều chế bằng cách kết tủa một dung dịch axetat hoặc nitrat của chì với kali hydroclorat: nitrat tạo ra màu vàng rực rỡ hơn. Tuy nhiên, do tính độc hại và sự bất ổn của hợp chất nó không còn được sử dụng như vậy. Nó vẫn có thể được sử dụng trong nghệ thuật làm bằng đồng và trong những bức tranh mosaic màu vàng.

## Độc hại
Chì(II) iodide rất độc đối với sức khoẻ con người. Nó gây ra các bênh về đường tiêu hóa cấp tính và mãn tính đặc trưng của ngộ độc chì. Chì(II) iodide đã được phát hiện là một chất gây ung thư ở động vật, cho thấy có thể đúng với con người.

## Cấu trúc
Cấu trúc của PbI2, được xác định bằng nhiễu xạ tia X, chủ yếu là hệ thống đóng gói hình lục giác với xen kẽ giữa các lớp nguyên tử chì và các nguyên tử iod, với liên kết ion chủ yếu. Sự tương tác yếu Van der Waals đã được quan sát thấy giữa các lớp dẫn iod. Chất rắn cũng có thể có một cấu trúc hình thoi.